# Gelon

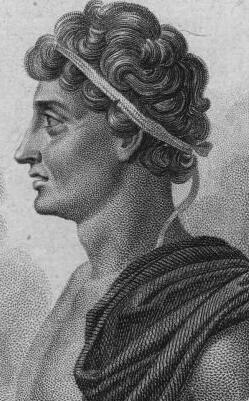
Gelon.

Gelon (eller Gelo, död 478 f.Kr., grekiska: Γέλων), son till Deinomenes, var härskare av Gela och Syrakusa på 400-talet f.Kr., den förste av de deinomenidiska härskarna. 
Vid Gelas tyranns Hippokrates död (491 f.Kr.) efterträddes han av Gelon, som hade varit hans kavalleribefälhavare; denne stod på god fot med Theron av Acragas och gifte sig med hans dotter Damarete. 485 f.Kr., då gamoroierna hade åkallat hans hjälp tog han tillfället i akt att göra sig själv till tyrann av staden. (Gamoroierna var Syrakusas oligarkiska jordägare, som hade fördrivits av folket). Herodotos skriver att detta gjordes för att stärka Syrakusa, men kritiserar Gelon för att vara antidemokratisk. 
Från denna tid brydde sig Gelon inte mycket om Gela och hängav sig åt Syrakusas förskönande, varvid staden fick stora rikedomar och inflytande. Han flyttade sitt maktcentrum dit, tillsammans med halva Gelas befolkning. När grekerna ville ha hans hjälp mot Xerxes I vägrade han, eftersom de inte ville ge honom befälet över de allierade styrkorna (Herodotos vii. 171). Samma år invaderade karthagerna Sicilien, men blev fullständigt besegrade i slaget vid Himera, vilket ledde till, att Gelon blev herre över hela Sicilien. 
Efter att sålunda ha etablerat sin maktposition, gjorde han sken av att vilja avsäga sig makten, men detta förslag motsades av massorna och han styrde utan motstånd till sin död 478 f.Kr. Han ärades som hjälte och hans minne hölls i sådan respekt att när alla statyer av forntida tyranner under Timoleions tid (150 år senare) skulle säljas gjordes ett undantag för Gelons staty (Herodotos vii.; Diod. Sic. xi. 20-38).